# Jean Decazes
Jean Élie Louis Octave Guillaume Sévère Amanieu Decazes i de Glucksberg, 3r Duc de Decazes i de Glücksberg (París, 30 d'abril de 1864 - Chantilly, Oise, 31 d'agost de 1912) va ser un noble francès, home de món i esportista durant la Belle Époque.
El 1900 va prendre part en els Jocs Olímpics de París, on guanyà la medalla de plata de la categoria de 10 a 20 tones del programa de vela, a bord del Quand-Même.
Es casà amb la rica Isabelle Singer, una de les filles d'Isaac Merritt Singer, fundador de la coneguda casa de màquines de cosir Singer, i de la seva segona esposa, Isabelle Boyer. Tingueren tres fills:
- Louis Jean Victor Sévère (1889 - 1941)
- Marguerite Séverine Philippine (1890 - 1962), més coneguda com a Daisy, que es casà amb un cosí de Winston Churchill, Reginald Fellowes.
- Jacques Louis Élie (París, 31 d'agost de 1891 - Beaumont-en-Beine, 15 de març de 1916), solter i sense fills.